# Ester
Ženské vlastní jméno Ester může pocházet ze staroperského stāra (novopersky setāra znamenající „hvězda“) či může být odvozeninou jména babylonské bohyně lásky Ištar. Ve Starém zákoně se takto jmenuje perská královna židovského původu, jejíž jméno Ester (hebrejsky אֶסְתֵּר) mohlo být odvozováno z hebrejského slovesného kořene סתר (zprava doleva psáno písmeny „samech“, „tav“ a „reš“), který může mít tyto významy: „maskovat se, skrývat se, být zahalený, zahalit se“ . V tom případě by jméno Ester mohlo označovat někoho, jehož pravá totožnost není na první pohled zřejmá nebo je záměrně skrývaná.

## Ester v jiných jazycích
- Anglicky: Esther
- Česky: Terka, Ester
- Francouzsky: Esther, Estée
- Italsky: Esteria
- Německy: Esther
- Slovensky: Estera
- Maďarsky: Eszter
- Irsky: Eistir
- Italština: Ester
- Polsky: Estera
- Řecky: Έσθερ [Ésther]
- Rusky: Эфир [Efire]
- Rwandski: Esiteri
- Zulu: Esteri

## Jmeniny
- V českém kalendáři: 19. prosince
- V slovenském kalendáři: 12. dubna
- Ve francouzském kalendáři: 1. července

## Statistické údaje
Následující tabulka uvádí četnost jména v ČR a pořadí mezi ženskými jmény ve srovnání dvou roků, pro které jsou dostupné údaje MV ČR – lze z ní tedy vysledovat trend v užívání tohoto jména:
| Rok       | Četnost   | Pořadí    |
| 1999      | 1505      | 194.      |
| 2002      | 1592      | 184.      |
| Porovnání | o 87 více | o 10 lépe |
| 2006      | 2114      | 171.      |

Změna procentního zastoupení tohoto jména mezi žijícími ženami v ČR (tj. procentní změna se započítáním celkového úbytku žen v ČR za sledované tři roky 1999-2002) je +6,6%, což svědčí o poměrně značném nárůstu obliby tohoto jména.

## Domácky
Esterka, Esťa, Esty, Ester, Esta, Tery, Terka, Esi, Esinko, Esíčko, Eťa, Etík, Eťulka, Esterička

## Významné osoby se jménem Ester
- královna Ester, hrdinka stejnojmenné biblické knihy Ester
- Ester Geislerová, herečka a modelka
- Ester Janečková, moderátorka, herečka a zpěvačka
- Ester Kočičková, publicistka, moderátorka a šansoniérka
- Ester Krumbachová, výtvarnice, scenáristka a režisérka
- Ester Ledecká, snowboardistka a alpská lyžařka
- Ester Mägi, estonská hudební skladatelka
- Ester Ofarimová, izraelská zpěvačka
- Ester Pavlů, česká operní pěvkyně